# Mary Lambert (cantante)
Mary Danielle Lambert (Seattle, Washington, 3 de mayo de 1989) es una cantautora y artista de palabra hablada estadounidense.
En el año 2012 colaboró con los músicos Macklemore y Ryan Lewis en la canción a favor del matrimonio igualitario «Same love», la cual se convirtió en el cuarto sencillo del álbum The heist. Escribir el coro de la canción le tomó dos horas y se inspiró en su propia experiencia como lesbiana que recibió una crianza tumultuosa y cristiana. La frase «Not crying on sundays» ('Sin llorar los domingos'), por ejemplo, refleja lo que sentía ese día de la semana al concluir las misas en la iglesia evangélica.
El 30 de julio de 2013, Lambert publicó «She keeps me warm», una canción derivada de «Same love», la cual alcanzó el segundo lugar en la lista de cantautores de iTunes. Sus canciones, a menudo cargadas de emociones, han sido comparadas con las de Adele, Tori Amos y James Blake (músico). Sus presentaciones en vivo han sido descritas como «espacios seguros donde llorar es aceptable e incluso fomentado». Su álbum debut, Letters don't talk, fue lanzado el 17 de julio de 2012 y llegó a la decimoctava posición del ranking de cantautores en iTunes.

## Poesía y palabra hablada
Mary Lambert representó a Seattle, Washington, en la competencia internacional de poesía Brave New Voices del año 2008, la cual fue documentada por HBO. En el 2011, ganó la Seattle's Grand Slam Poetry Competition, así como la Northwest Regional Poetry Slam realizada en Portland, Oregon. De manera independiente, Lambert publicó un libro de poesía llamado 500 tips for fat girls en enero de 2013.

## Vida privada
Lambert fue abusada sexualmente cuando era niña. Fue criada como pentecostal, pero su familia fue expulsada de la iglesia cuando ella tenía seis años después de que su madre reconociera ser lesbiana. Posteriormente, Lambert se convirtió al cristianismo evangélico y acudió a la iglesia Mars Hill cuando cursaba la secundaria. Tuvo problemas para reconciliar su cristianismo y su sexualidad, incluso después de salir del armario a los diecisiete años. Eventualmente, ella concluyó que la homosexualidad no generaba conflictos con el cristianismo y que la condena a las minorías sexuales era algo antiético en el mensaje cristiano.
Cuando tenía seis años, Lambert aprendió de manera autodidacta a tocar piano y a escribir canciones, algo que le sirvió para evadir su traumática y abusiva vida familiar.
Original de Everett, Washington, Lambert asistió a la secundaria Mariner High School entre el 2003 y el 2007. 
Su madre también es una cantautora. Lambert se mudó a Seattle en el 2007, donde estudió en la Cornish College of the Arts, graduándose como compositora musical.
Lambert se caracteriza por ser reveladora en su poesía y en su música, a menudo describiendo sus traumas infantiles, el abuso sexual que sufrió, su imagen corporal, su trastorno bipolar y su sexualidad.